# Úrvalsdeild Karla 2017
La Úrvalsdeild Karla 2017 (conocida como Pepsi Deild Karla al ser patrocinada por Pepsi) será la edición número 106 de la Úrvalsdeild Karla. La temporada comenzó el 30 de abril y terminará el 30 de septiembre. FH es el actual campeón.
Los doce equipos participantes jugarán entre sí todos contra todos dos veces totalizando 22 partidos cada uno, al término de la jornada 22 el primer clasificado obtendrá un cupo para la segunda ronda de la Liga de Campeones 2018-19, mientras que el segundo y tercer clasificado obtendrán un cupo para la primera ronda de la Liga Europea 2018-19; por otro lado los dos últimos clasificados descenderán a la 1. deild karla 2018.
Un tercer cupo para la primera ronda de la Liga Europea 2018-19 será asignado al campeón de la Copa de Islandia.

## Equipos participantes
| Pos.   | Equipo             | Ciudad         | Estadio           | Capacidad |
| ------ | ------------------ | -------------- | ----------------- | --------- |
| 1      | FH                 | Hafnarfjörður  | Kaplakrikavöllur  | 6.738     |
| 2      | Stjarnan           | Garðabær       | Stjörnuvöllur     | 1.000     |
| 3      | KR                 | Reikiavik      | KR-Völlur         | 3.333     |
| 4      | Fjölnir            | Reikiavik      | Fjölnisvöllur     | 1.030     |
| 5      | Valur              | Reikiavik      | Vodafonevöllurinn | 3.000     |
| 6      | Breiðablik         | Kópavogur      | Kópavogsvöllur    | 5.500     |
| 7      | Víkingur Reykjavík | Reikiavik      | Víkingsvöllur     | 1.613     |
| 8      | ÍA Akraness        | Akranes        | Akranesvöllur     | 6.000     |
| 9      | ÍBV                | Vestmannaeyjar | Hásteinsvöllur    | 2.834     |
| 10     | Víkingur Ólafsvík  | Ólafsvík       | Ólafsvíkurvöllur  | 1.130     |
| 1 (SD) | KA                 | Akureyri       | Akureyrarvöllur   | 1.770     |
| 2 (SD) | Grindavík          | Grindavík      | Grindavíkurvöllur | 1.750     |

### Ascensos y descensos
| Pos. | Ascendidos de 1. deild karla 2016 |
| ---- | --------------------------------- |
| 1    | KA                                |
| 2    | Grindavík                         |

| Pos. | Descendidos de Úrvalsdeild 2016 |
| ---- | ------------------------------- |
| 11   | Fylkir                          |
| 12   | Þróttur                         |

## Tabla de posiciones
Actualizado el 30 de septiembre de 2017.
| Pos. | Equipo             | PJ | PG | PE | PP | GF | GC | DG  | Pts. | Clasificado a                                 |
| ---- | ------------------ | -- | -- | -- | -- | -- | -- | --- | ---- | --------------------------------------------- |
| 1    | Valur Reykjavik    | 22 | 15 | 5  | 2  | 43 | 20 | +23 | 50   | Segunda ronda de la Liga de Campeones 2018-19 |
| 2    | Stjarnan           | 22 | 10 | 8  | 4  | 46 | 25 | +4  | 38   | Primera ronda de la Liga Europea 2018-19      |
| 3    | FH Hafnarfjörður   | 22 | 9  | 8  | 5  | 33 | 25 | +8  | 35   | Primera ronda de la Liga Europea 2018-19      |
| 4    | KR Reykjavik       | 22 | 8  | 7  | 7  | 31 | 29 | +2  | 31   |                                               |
| 5    | Grindavík          | 22 | 9  | 4  | 9  | 31 | 39 | -8  | 31   |                                               |
| 6    | Breiðablik UBK     | 22 | 9  | 3  | 10 | 34 | 35 | -1  | 30   |                                               |
| 7    | KA Akureyri        | 22 | 7  | 8  | 7  | 37 | 31 | +6  | 29   |                                               |
| 8    | Víkingur Reykjavík | 22 | 7  | 6  | 9  | 32 | 36 | -4  | 27   |                                               |
| 9    | ÍBV                | 22 | 7  | 4  | 11 | 32 | 38 | -6  | 25   | Primera ronda de la Liga Europea 2018-19      |
| 10   | Fjölnir            | 22 | 6  | 7  | 9  | 32 | 40 | -8  | 25   |                                               |
| 11   | Víkingur Ólafsvík  | 22 | 6  | 4  | 12 | 24 | 44 | -20 | 22   | 1. deild karla 2018                           |
| 12   | ÍA Akraness        | 22 | 3  | 8  | 11 | 28 | 41 | -13 | 17   | 1. deild karla 2018                           |

## Resultados
|                    | BRE | FH  | FJÖ | GRI | ÍA  | ÍBV | KA  | KR  | STJ | VAL | VÍÓ | VÍR |
| ------------------ | --- | --- | --- | --- | --- | --- | --- | --- | --- | --- | --- | --- |
| Breiðablik         |     | 1–2 | 2–1 | 0–0 | 2–0 | 3–2 | 1–3 | 1–3 | 1–3 | 1–2 | 2–1 | 1–2 |
| FH                 | 0–1 |     | 1–2 | 1–0 | 2–0 | 2–1 | 2–2 | 0–1 | 3–0 | 2–1 | 0–2 | 2–2 |
| Fjölnir            | 1–0 | 2–1 |     | 4–0 | 2–2 | 2–1 | 2–2 | 2–2 | 1–3 | 1–1 | 1–1 | 3–1 |
| Grindavík          | 4–3 | 1–1 | 2–1 |     | 3–2 | 3–1 | 2–1 | 2–2 | 2–2 | 1–0 | 1–3 | 1–2 |
| ÍA Akraness        | 2–3 | 2–4 | 3–1 | 2–3 |     | 0–1 | 2–0 | 1–1 | 2–2 | 2–4 | 0–0 | 1–1 |
| ÍBV                | 1–1 | 0–1 | 0–0 | 2–1 | 1–4 |     | 3–0 | 3–1 | 2–2 | 2–3 | 0–1 | 1–0 |
| KA                 | 2–4 | 0–0 | 2–0 | 2–1 | 0–0 | 6–3 |     | 2–3 | 1–1 | 1–1 | 5–0 | 2–2 |
| KR                 | 1–1 | 2–2 | 2–0 | 0–1 | 2–1 | 0–3 | 0–0 |     | 0–1 | 0–0 | 2–2 | 1–2 |
| Stjarnan           | 2–0 | 1–1 | 4–0 | 5–0 | 2–2 | 5–0 | 2–1 | 2–0 |     | 1–2 | 3–0 | 1–2 |
| Valur              | 1–0 | 1–1 | 4–1 | 2–0 | 6–0 | 2–1 | 1–0 | 2–1 | 1–1 |     | 2–0 | 4–3 |
| Víkingur Ólafsvík  | 0–3 | 1–1 | 4–4 | 2–1 | 1–0 | 0–3 | 1–4 | 1–2 | 2–1 | 1–2 |     | 1–3 |
| Víkingur Reykjavík | 2–3 | 2–4 | 2–1 | 1–2 | 0–0 | 1–1 | 0–1 | 0–3 | 2–2 | 0–1 | 2–0 |     |

## Goleadores
| Pos. | Jugador                   | Club        | Goles |
| ---- | ------------------------- | ----------- | ----- |
| 1    | Andri Rúnar Bjarnason     | Grindavík   | 19    |
| 2    | Steven Lennon             | FH          | 15    |
| 3    | Guðjón Baldvinsson        | Stjarnan    | 12    |
| 4    | Geoffrey Castillion       | Víkingur R. | 11    |
| 4    | Hólmbert Aron Friðjónsson | Stjarnan    | 11    |
| 6    | Gunnar Heiðar Þorvaldsson | ÍBV         | 10    |
| 6    | Hilmar Halldórsson        | Stjarnan    | 10    |
| 8    | Emil Lyng                 | KA          | 9     |
| 8    | Tobias Thomsen            | KR          | 9     |
| 8    | Elfar Aðalsteinsson       | KA          | 9     |